# Hans Wilhelm Sievers
Hans Wilhelm Sievers (* 16. Dezember 1912 in Elsdorf, Kreis Rendsburg; † 7. Juli 1987) war ein deutscher Politiker (CDU). Er war von 1962 bis 1967 Mitglied des Landtags von Schleswig-Holstein.

## Ausbildung und Beruf
Sievers besuchte die Volksschule, anschließend die Landwirtschafts- und Volkshochschule. Er wuchs auf dem väterlichen Bauernhof auf und erlernte dort die Landwirtschaft. Ab 1935 war er selbständiger Bauer in Elsdorf, seit 1938 bewirtschaftete er einen 55 ha großen Hof in Remmels/Winselhof.

## Politik
Sievers wurde im Jahr 1951 Mitglied der CDU. Ebenfalls 1951 wurde er Bürgermeister der Gemeinde Remmels, ab 1959 war er dort stellvertretender Amtmann. Bei der Landtagswahl 1962 wurde er im Wahlkreis 12 (Rendsburg-West) als Direktkandidat der CDU in den schleswig-holsteinischen Landtag gewählt. Er war Abgeordneter vom 29. Oktober 1962 bis zum 28. April 1967.